# 巨型尾孢虫
巨型尾孢虫（学名：Henneguya gigas）为尾孢科尾孢虫属的动物。在中国，分布于湖北、江苏、浙江、四川等，营寄生生活，寄生在乌鳢的鳔、肠、粘液、胆囊、鳃。